# Копытово (Великолукский район)
Копытово — деревня в Великолукском районе Псковской области России. Входит в состав сельского поселения «Переслегинская волость».
Расположена на западе района, в 8 км к западу от райцентра Великие Луки, в 4 км к югу от волостного центра Переслегино и в 2,5 км к западу от деревни Фотьево.
Численность населения по оценке на 2000 год составляла 2 человека, на 2010 год — 10 человек.